# Limnophila (Limnophila) angusticellula
Limnophila (Limnophila) angusticellula is een tweevleugelige uit de familie steltmuggen (Limoniidae). De soort komt voor in het Australaziatisch gebied.